# Heinkel He 219
Die Heinkel He 219 „Uhu“ war ein zweimotoriger Nachtjäger des Flugzeugherstellers Heinkel. Als erstes Flugzeug weltweit war die Maschine serienmäßig mit Schleudersitzen für die zweiköpfige Besatzung ausgerüstet. Die He 219 war mit einem „Lichtenstein“-Bordradargerät ausgestattet und wurde im Zweiten Weltkrieg ab Juni 1943 eingesetzt.

## Entwicklung
Ursprünglich war unter dem Namen Heinkel He 219 ein dem Konzept der Heinkel He 119 aus dem Jahr 1936 entsprechendes zweimotoriges Aufklärungs- und Kampfflugzeug geplant, bei dem zur Verringerung des Luftwiderstandes beide Motoren im Rumpf untergebracht waren und auf zwei gegenläufige Propeller in der Flugzeugnase wirkten.
Vom Beginn ihrer Entwicklung 1940 an wurde die He 219 als erstes Flugzeug der Luftwaffe explizit als Nachtjäger entworfen. Für diese Verwendung musste das ursprüngliche Konzept aufgegeben werden, weil es unmöglich gewesen wäre, die notwendigen Bordwaffen durch die gegenläufigen Luftschrauben synchronisiert schießen zu lassen. Auch die für den ersten Entwurf vorgesehenen Motoren vom Typ Daimler-Benz DB 613 – zwei gekoppelte DB 603 mit Abgasturbolader und MW-50-Einspritzung – sowie die später auch in Erwägung gezogenen Doppelmotoren DB 610 (Zwischenlösung) und DB 615 waren in der Planungs- und Entwicklungsphase nicht verfügbar, was auch zu einem Verzicht auf das ursprüngliche Konzept führte. Aufgrund dieser Überlegungen entstand ein neuer Entwurf mit zwei konventionellen Motorgondeln unter den Tragflächen.

## Technische Beurteilung
Durch die gute Flugstabilität, das Bugradfahrwerk und das doppelte Seitenleitwerk war die He 219 auch unter den für Nachteinsätze typischen schwierigen Bedingungen sicher zu handhaben.
Das Leistungsvermögen lag deutlich über dem des älteren Musters Bf 110. Dass bei Abschussvergleichen ab Juni 1944, bei denen Einsätze zur selben Zeit und in demselben Angriffszeitraum betrachtet wurden, die Flugzeugführer der II. Gruppe (Bf 110) des NJG 1 regelmäßig mehr Bomber abschossen als die He-219-Piloten der I. Gruppe des gleichen Geschwaders, ist wohl damit zu erklären, dass die Bf-110-Piloten die Eigenheiten ihrer Maschinen durch die längere Einsatzzeit besser kannten und zu ihrem Vorteil ausnutzen konnten.

## Mosquito-Jäger
Taktisch erwies sich der Mangel an deutschen Hochleistungsmotoren als Nachteil. Obwohl die Leistung der He 219 die der anderen deutschen Standard-Nachtjäger übertraf und sie mit großem Erfolg gegen die schweren Bomber der Royal Air Force eingesetzt wurde, war sie nicht schnell genug, um mit der als Bomber und später in zunehmendem Maße ebenfalls als Nachtjäger eingesetzten de Havilland DH.98 Mosquito mithalten zu können. Zwar hatten He-219-Prototypen bereits 1943 einige Mosquito-Bomber abgeschossen, aber neuere Versionen der Mosquito mit leistungsgesteigerten Motoren waren zu schnell für die He 219.
Um ein Abfangen der Mosquito-Bomber zu ermöglichen, wurde daher eine leichtgewichtige Kleinserie mit Höhenmotoren und schwächerer Bewaffnung aufgelegt, die He 219 A-6, die 650 km/h in 12.000 m Höhe erreichen konnte. Mit dieser Kleinserie stellten sich auch Erfolge gegen diese schwer abzufangenden Schnellbomber ein. Eine einzige Heinkel He 219 des Typs A-7/R-6 erreichte 700 km/h Höchstgeschwindigkeit.
Um den gegen schwere Bomber eingesetzten He-219-Varianten eine Verteidigungsmöglichkeit gegen die Mosquito-Fernnachtjäger zu verleihen, wurde später eine dreisitzige Variante He 219C mit zusätzlichem Heckschützen geplant, die aber nicht mehr in die Serienproduktion ging.

## Fronteinsatz
In der Nacht vom 11. auf den 12. Juni 1943 flog Major Werner Streib gemeinsam mit seinem Bordfunker Fischer den ersten Fronteinsatz mit einem He-219-Nachtjäger, wobei er innerhalb kurzer Zeit fünf schwere britische Bomber vom Typ Avro Lancaster abschoss. Beim anschließenden Landeanflug auf den Fliegerhorst Venlo (Niederlande) kam es aufgrund beschlagener Scheiben, eines Instrumentenschadens und eines Fehlers an der Landeklappenarretierung zu einer Bruchlandung, wobei die Maschine in mehrere Teile zerbrach. Die Besatzung blieb dabei unverletzt.
Schätzungsweise 60 Besatzungsmitglieder konnten sich während des Krieges mit dem Schleudersitz aus einer havarierten He 219 retten.
Die He 219 hatte für die Piloten einen großen Vorteil gegenüber den herkömmlichen Nachtjägern: In allen anderen Flugzeugen wurden sie durch das Mündungsfeuer der eigenen Waffen geblendet. Durch die Anordnung der Bordwaffen mehr als zwei Meter hinter und unter der Pilotenposition wurde eine Blendung vermieden.
Die He 219 wurde bei folgenden Einheiten eingesetzt:
- A-0, A-1: I.,II./NJG 1, NJGr 10, NJSt. Finnland bzw. Norwegen, Erg./JG 2.
- A-5, A-6: I./NJG 1, NJGr 10
- A-7: 1 Stück bei I./NJG 1
- B-2: Erprobung eines Exemplars ist bekannt bei I./NJG 1

## Produktion
Die Maschine wurde in den Heinkel-Werken Rostock-Marienehe und Wien-Schwechat/Heidfeld produziert. Rostock lieferte bis 31. März 1943 vier Prototypen ab. 104 A-0 wurden zwischen Anfang 1943 und Juni 1944 produziert (95 in Wien, 9 in Rostock). Die ersten 40 Flugzeuge aus Wien und die ersten vier Flugzeuge aus Rostock erhielten DB-603-A-Triebwerke, die folgenden den DB 603 Aa. Laut Monatsmeldungen wurden ab Juli bis November 1944 insgesamt 95 A-2 gebaut (15 in Wien, 80 in Rostock). Die Produktionsprogramme nennen jedoch nur 85 gebaute A-2. Wo die Differenz liegt, ist unbekannt. Ab Dezember 1944 nahm Heinkel die Produktion der Version A-7 auf. Die Luftwaffe erhielt im Dezember 1944 und Januar 1945 weitere 59 Flugzeuge, davon vier A-7 im Dezember 1944 und eine B-1 im Januar 1945 aus Wien, den Rest aus Rostock. 28 weitere He 219 wurden bis zum 6. April 1945 ausgeliefert (ohne vor der Auslieferung beschädigte und zerstörte Flugzeuge). Es handelt sich dabei vermutlich um die Version A-7, da sich für März und April 1945 nur noch diese Version nachweisen lässt. Somit wurden 86 A-7 produziert. Insgesamt wurden 276 bzw. 286 Serienflugzeuge und vier Prototypen der He 219 gebaut.
Die Luftwaffe erhielt 252 He 219 von Oktober 1943 bis April 1945 zugeteilt. Nachweislich sind zwölf Flugzeuge vor der Auslieferung zerstört worden. Der Rest der Differenz zu den Bauzahlen wurde sicherlich den Erprobungsstellen zugeteilt und/oder ebenfalls vor ihrer Auslieferung zerstört. 201 He 219 gingen an die Luftflotte Reich. Zwischen Januar und April 1945 wurden 24 He 219 der OKL-Reserve zugewiesen, da die Nachtjagdgeschwader keinen Bedarf mehr an diesen Flugzeugen hatten.
In Oktober und November 1944 wurden insgesamt 15 Flugzeuge bei Heinkel Rostock von A-0 in A-2 umgebaut.

## Varianten
Es wurde eine Vielzahl von Varianten und Rüstsätzen entworfen. Eine vollständige Übersicht ist fast unmöglich, da jeweils gleiche Rüstsätze je nach Basisversion unterschiedlich bezeichnet wurden. Ferner wurde wie auch bei anderen Nachtjagdflugzeugen die endgültige Ausrüstung erst in der Frontschleuse zusammengestellt. Dies betraf insbesondere die Funkgeräteausrüstung (Radar) und oft auch die Bewaffnung. Die folgende Aufstellung stellt daher nur die Grundversionen und einige häufig verwendete oder herausragenden Varianten dar.
- V1: Prototyp. Erstflug am 6. November 1942[7]
- V4: Im März 1943 erster Flug mit Bordradar FuG 212 Lichtenstein C-1[6]
- A-0: Vorserie[1][6]
- A-1: Geplante Serie mit DB 603 E. Nur eine gebaut[8]
- A-2: Hauptserie mit DB 603 A mit 1750 PS.[1][6]
- A-3: Jagdbomber mit 3 Mann Besatzung und DB 603 G. Wurde nicht gebaut[8]
- A-4: Kampfaufklärer mit Jumo-222-Motoren und großer Spannweite. Wurde nicht gebaut.[8]
- A-5: Variante der A-2. Anfänglich ebenso DB 603 A, dann DB 603 G mit bis ca. 150 PS Leistungssteigerung (1900 PS Startleistung, 2000 PS Kampfleistung), die aber durch eine Stufenkanzel aufgezehrt wurde.[1][6][8]
- V30 (A-5/R4): Umrüstung mit Drei-Mann-Kanzel und hinterem Abwehr-MG. Erprobt bei NJGr 10. Wurde aufgrund Geschwindigkeitseinbuße von 25 km/h ungünstig bewertet.[1][8]
- A-6: Radikal erleichterter Mosquito-Jäger (siehe auch oben). Bewaffnung 4 × MG 151/20. Motor DB 603L mit Lader, MW-50 und GM-1. Startleistung 2100 PS, 1750 PS in 9020 m Höhe. Geschwindigkeit 615 km/h in 10.000 m Höhe. Die Maschine hatte die Standardtragflächen der A-5 und war in großen Höhen äußerst labil.[1][6]
- A-7: Höhennachtjäger, geplant mit Jumo 222, die jedoch verspätet geliefert wurden. Erprobung erfolgte mit den V-Mustern V25 bis V27 im Dezember 1944. Gegen Ende des Krieges wurden in Wien noch sechs Stück produziert[9] von denen mindestens eine Maschine mit DB 603G an die Truppe (I./NJG 1) ausgeliefert wurde.[1][6][8]
- A-7/R5: Letzte im Einsatz verwendete Version. Entstand durch Umbau in der Schleuse Werl auf Jumo 213.[1]
- A-7/R6: ein einziges Exemplar wurde gebaut und erreichte 700 km/h Höchstgeschwindigkeit[10]
- B-1: Nachtjäger mit 3-Mann-Kanzel und Jumo 222. Einziges Exemplar wurde in Wien-Schwechat erprobt und nach einem Landeunfall verschrottet.[1]
- B-2: Höhennachtjäger mit DB 603L mit Abgasturbolader und um 2 m vergrößerten Flächen. Mindestens ein Exemplar wurde noch erprobt (Stammkennzeichen KJ+BB). Es sollen noch weitere gebaut worden sein, wobei Daimler-Benz die Turbolader TK 13 für die endgültig geplante Version nicht in den Griff bekam.[1]
- B-3: Nachtjäger mit Jumo 222. Blieb Projekt.[1]
- C-1: Vier-Mann-Nachtjäger mit Jumo 222 und bemanntem Vierlings-Heckstand. Auch als Jagdbomber vorgesehen (laut[8] als C-2). Blieb Projekt.[1][6]
- He 319: Projektiertes Mehrzweckflugzeug. Nicht weiter verfolgt.[8]
- He 419: Höhenjägerprojekt mit DB 603G und neuen verlängerten Tragflächen. Es sollen zwischen einer[1] und sechs[6][8] Maschinen aus A-7 umgebaut worden sein. Ein Einsatz erfolgte nicht.
- Hütter Hü 211: Höhenaufklärer/Höhennachtjäger[1], der von Wolfgang[11] und Ulrich Hütter entworfen wurde. Rumpf und Heck der He 219 wurden mit einer 24,54-m-Tragfläche aus Holz kombiniert. Der Typ sollte größere Reichweite, Geschwindigkeit und Höhe erreichen. Der Prototyp wurde vor seiner Fertigstellung zerstört.[8]

## Technische Daten
Heinkel He 219 A-2 „Uhu“
- Einsatzzweck: Nachtjäger
- Besatzung: 2
- Länge: 15,55 m
- Spannweite: 18,53 m
- Höhe: 4,10 m
- Flügelfläche: 44,5 m²
- Flügelstreckung: 7,7

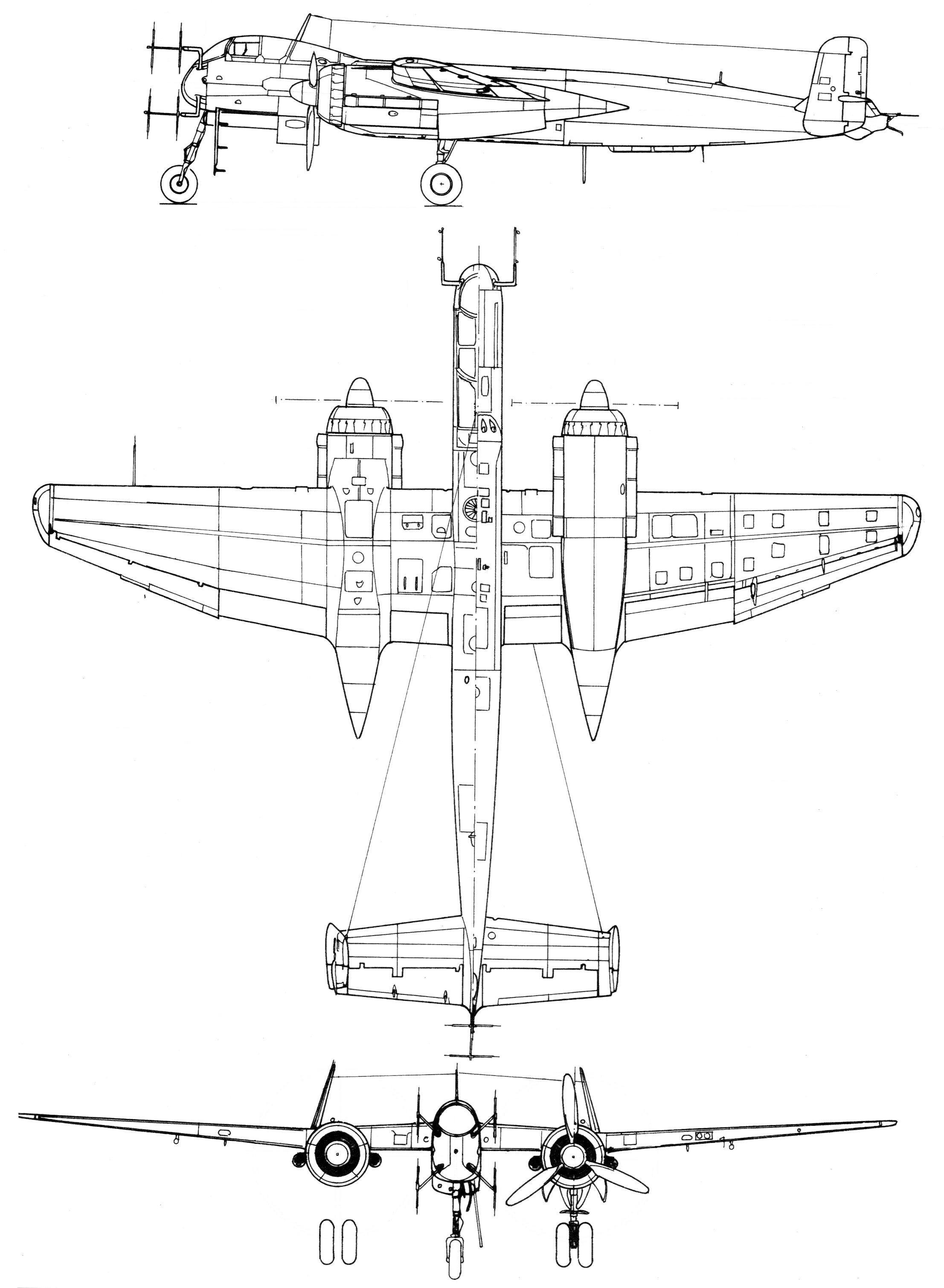
Vierseitenriss der He 219A-7/R1

- Flächenbelastung: 281 kg/m² bei 12.500 kg
- Triebwerke: zwei 12-Zylinder-V-Motoren DB 603A
  - 1.750 PS (ca. 1.290 kW) Startleistung
  - 1.510 PS Kampfleistung in 5700 m Höhe

- Höchstgeschwindigkeit
  - 605 km/h in 6400 m (ohne FuG-220-Antennen und Flammenvernichter)
  - 560 km/h in 6300 m (mit FuG-220-Antennen und Flammenvernichter)
- Gipfelhöhe: 8900 m bei 12500 kg Abfluggewicht (mit FuG 220 Antennen und Flammenvernichter)
- Steigfähigkeit bei mittl. Gewicht von 10.800 kg und Kampfleistung
  - ca. 10 m/s in Bodennähe
  - ca. 8 m/s in 6000 m Höhe
- Reichweite
  - 1545 km bei 585 km/h in 6000 m Höhe und max. internen Kraftstoffvorrat von 2600 l
  - 2100 km bei 575 km/h in 6000 m Höhe und max. internen Kraftst. sowie 900 l im abwerfbaren Zusatztank
- Bewaffnung:
  - bis zu sechs 20-mm-Kanonen MG 151/20 – vier in einer abnehmbaren Wanne unter dem Rumpf und zwei in den Flügelwurzeln
  - optional, Ersatz einiger MG 151/20 in der Waffenwanne durch 30-mm-Kanonen MK 108 oder MK 103
  - optional, zwei MK 108 im hinteren Rumpf ca. 60 Grad nach vorne oben feuernd („Schräge Musik“)
  - typische Bewaffnung: je zwei MG 151/20 in Flügelwurzeln und Waffenwanne, optional mit „Schräger Musik“
- Gewichte:
  - Leergewicht: 8120 kg
  - Ausrüstungsgewicht: 2295 kg
  - Kraftstoffgewicht: 1925 kg
  - Schmierstoffgewicht: 160 kg
  - Abfluggewicht: 12500 kg (13302 kg mit 900 l Zusatztank)
- Radar (aktiv): FuG 220 Lichtenstein SN2
- Radar (passiv): FuG 227 „Flensburg“ und/oder FuG 350 „Naxos“

## Erhaltene Exemplare

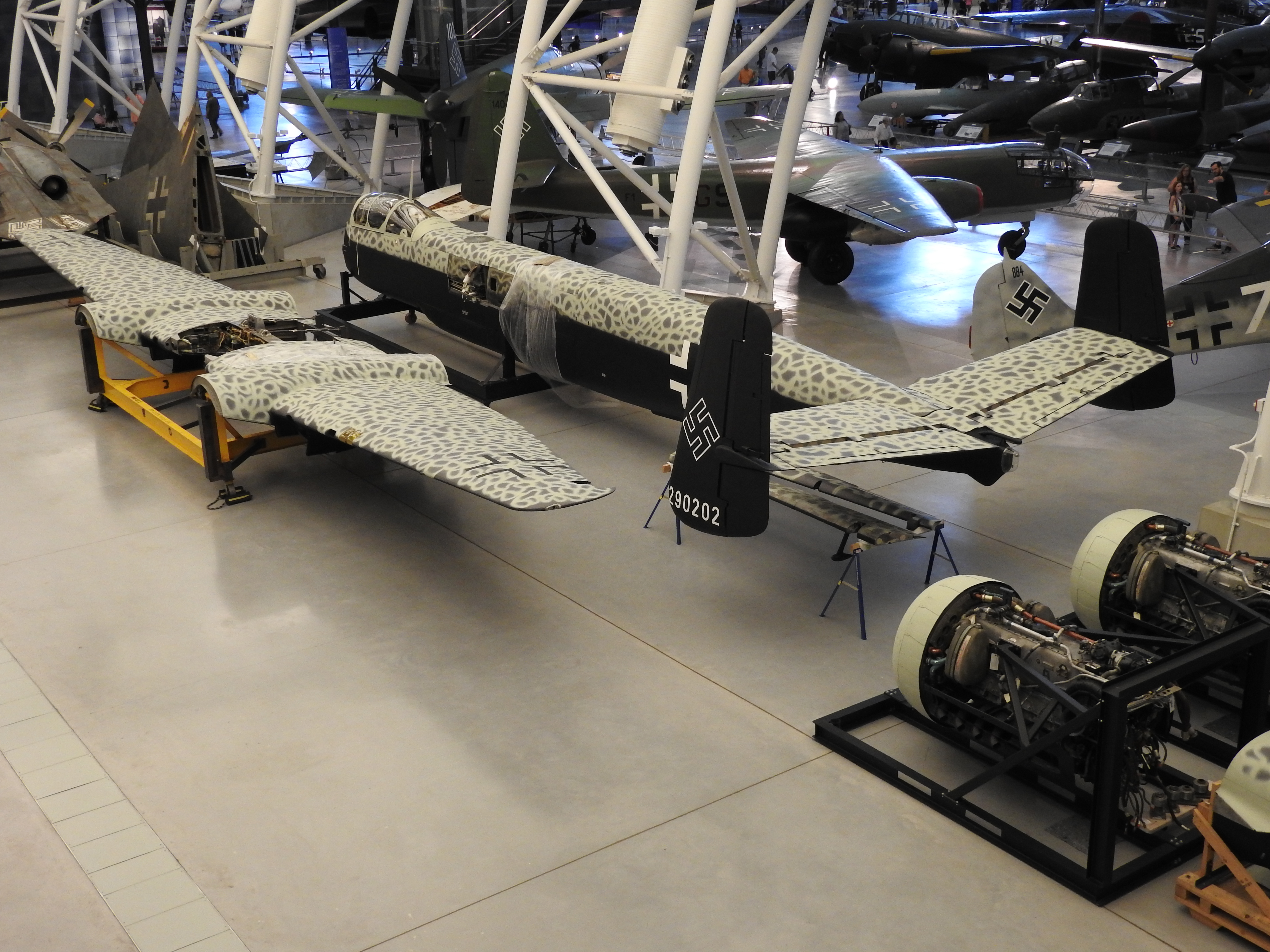
Rumpf und Tragflächen der He 219 A-2 im Steven F. Udvar-Házy Center

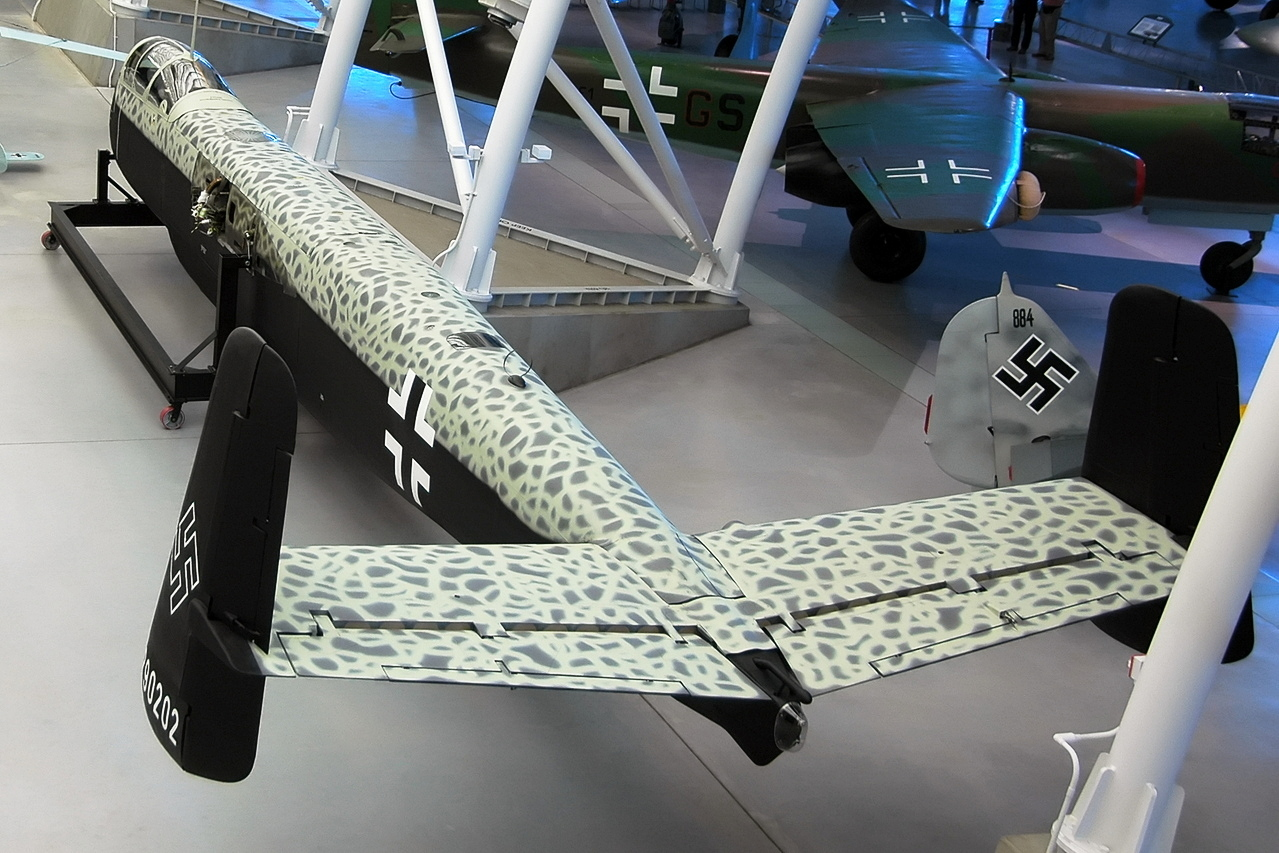
Rumpf der He 219 A-2 im Steven F. Udvar-Házy Center

Am 16. Juni 1945 übernahm der U.S. Army Air Force Intelligence Service im Rahmen der „Operation LUSTY“ (Luftwaffe Secret TechnologY) drei He 219 des Nachtjagdgeschwader 1 in Grove. Die Flugzeuge wurden flugfähig gemacht und nach Cherbourg in Frankreich überführt. An Bord des Geleitflugzeugträgers HMS Reaper gelangte die He 219 A-2 mit der Werknummer 290202 zusammen mit weiteren beschlagnahmten bzw. erbeuteten deutschen Flugzeugen in die Vereinigten Staaten. Dort wurde sie auf dem Ford-Field in Newark, New Jersey wieder zusammengebaut und bekam die Registriernummer FE-614, später T2-614. Zusammen mit der zweiten He 219, einem A-5-Prototyp auf Basis einer A-2 mit der Werknummer 290060 (FE-613), wurde sie für Flugtests zum Freeman-Field in Indiana geflogen. Das weitere Schicksal der Werknummer 290060 ist unbekannt. Nach den Tests wurde die Werknummer 290202 zum Orchard Place Flughafen in Park Ridge, Illinois gebracht, dort in einem leer stehenden Flugzeugwerk aufbewahrt und am 3. Januar 1949 in das National Air Museum des Smithsonian überführt. Anfang 1955 wurde die He 219 zu einem Lager des Smithsonian in Silver Hill in Maryland verfrachtet. Momentan wird die He 219 A-2 Werknummer 290202 der Sammlung des National Air and Space Museum restauriert. Der Rumpf ist im Steven F. Udvar-Házy Center am Washington Dulles International Airport bereits ausgestellt, während die Tragflächen noch im Paul E. Garber Komplex in Suitland, Maryland präpariert werden. Der Rumpf der „290202“ wird dort direkt neben den letzten erhaltenen Exemplaren der Dornier Do 335 und der Arado Ar 234 gezeigt, die es bereits über 60 Jahre zuvor auf der Reise über den Atlantik an Bord der HMS Reaper begleitet hatte.
Am 23. April 2012 wurde in der Tannisbucht vor der Küste Jütlands (Dänemark) das Wrack einer He 219 gehoben. Das Flugzeug wird zurzeit im Aalborger Forsvars- und Garnisonsmuseet konserviert und soll anschließend ausgestellt werden. Eine Komplettrestaurierung ist nicht vorgesehen. Version und Werknummer sind noch nicht bekannt.

## Vergleichbare Typen
- Vereinigtes Königreich: de Havilland DH.98 Mosquito
- Vereinigte Staaten: Northrop P-61 Black Widow
- Japan: Kawasaki Ki-102 Randy, Nakajima J1N1-S/C Kai Gekko
- Deutsches Reich: Focke-Wulf Ta 154 Moskito